# George Hall (beisebolista)
George William Hall (29 de março de 1849 – 11 de junho de 1923) foi um jogador profissional de beisebol que atuou na National Association e posteriormente na National League. Nascido em Londres, Inglaterra, Hall imigrou para os EUA. Fez sua estreia em 5 de maio de 1871.